# Sibovia inexpectata
Sibovia inexpectata är en insektsart som först beskrevs av Metcalf et Bruner 1936.  Sibovia inexpectata ingår i släktet Sibovia och familjen dvärgstritar. Inga underarter finns listade i Catalogue of Life.